# Ceranchia nigra
Ceranchia nigra är en fjärilsart som beskrevs av Eugène Louis Bouvier 1936. Ceranchia nigra ingår i släktet Ceranchia och familjen påfågelsspinnare. Inga underarter finns listade i Catalogue of Life.